# 駱方璽
骆方玺（1590年—1649年），字尔玉，號武懿，浙江绍兴府诸暨县人。明朝政治人物。

## 生平
南京刑科给事中、湖广副使骆问礼孙。從叔骆先觉，同榜进士。
天啓元年（1621年）辛酉科浙江乡试六十名舉人，二年（1622年）壬戌科会试三百七十二名，三甲一百七十五名進士。三年授句容知县，四年丁内艰归，七年起补南海县知县，崇祯四年考察，七年补山西布政司照磨，八年升临晋县知县，十年擢工部营缮司主事，升工部虞衡司员外郎，管三山。崇祯十年八月，方玺奏：『皇上以廷臣不足，用中官；而内臣邀此旷典，必能捐躯报主。惟皇上善用中官，故中官为皇上用』。刑科给事中何楷驳其通内呈身，吏部以削籍请；上手敕降谪外职（江西按察司照磨）。十一年二月，下刑部尚书郑三俊于狱。初，宝源局铸钱，穴墙构奸；又有隐屯豆七千馀石者：事下刑部，如律抵罪。上以为轻，屡履如故；并逮郎中熊经、主事骆方玺、王家录讯之。南明弘光亡后，在定海总兵王之仁军中监军。